# Шенвалде-Глин
Шенвалде-Глин (њем. Schönwalde-Glien) општина је у њемачкој савезној држави Бранденбург. Једно је од 26 општинских средишта округа Хафеланд. Према процјени из 2010. у општини је живјело 8.873 становника. Посједује регионалну шифру (AGS) 12063273.

## Географски и демографски подаци
Шенвалде-Глин се налази у савезној држави Бранденбург у округу Хафеланд. Општина се налази на надморској висини од 33 метра. Површина општине износи 96,6 km². У самом мјесту је, према процјени из 2010. године, живјело 8.873 становника. Просјечна густина становништва износи 92 становника/km².